# Нельсон, Тим Блейк
Тим Блейк Не́льсон (англ. Tim Blake Nelson; род. 11 мая 1964, Талса, Оклахома, США) — американский актёр, режиссёр, сценарист и продюсер. Его наиболее известными ролями являются Делмар О’Доннелл в фильме «О, где же ты, брат?» (2000), доктор Пендански в фильме «Клад» (2003), Дэниел «Дэнни» Далтон-младший в фильме «Сириана» (2005) и доктор Сэмюэл Стернс в фильме «Невероятный Халк» (2008).

## Биография
Нельсон родился в еврейской семье в Талсе, Оклахома. Его родители — Рут Нельсон (до замужества Кайзер), общественный деятель и филантроп в Талсе, и Дон Нельсон, геолог и бурильщик скважин. Его дядей является миллиардер Джордж Кайзер.
Его бабушка и дедушка по материнской линии бежали из Германии незадолго до начала Второй мировой войны, переехав в Британию в 1938 году и иммигрировав в США в 1941 году. Семьёй его отца были русско-еврейские эмигранты.
Нельсон учился в Летнем институте искусств Оклахомы при Центре искусств и конференций «Quartz Mountain Resort» в Лоун-Вулфе.
В 1982 году Нельсон окончил школу «Holland Hall» в Талсе, а также Брауновский университет, где его специальностью была классическая литература, и где он был старшим оратором в своём классе в 1986 году. Он является членом общества Phi Beta Kappa. Нельсон получил премию «Workman/Driscoll» за выдающиеся достижения в исследовании классической литературы. Также окончил Джульярдскую школу в 1990 году.

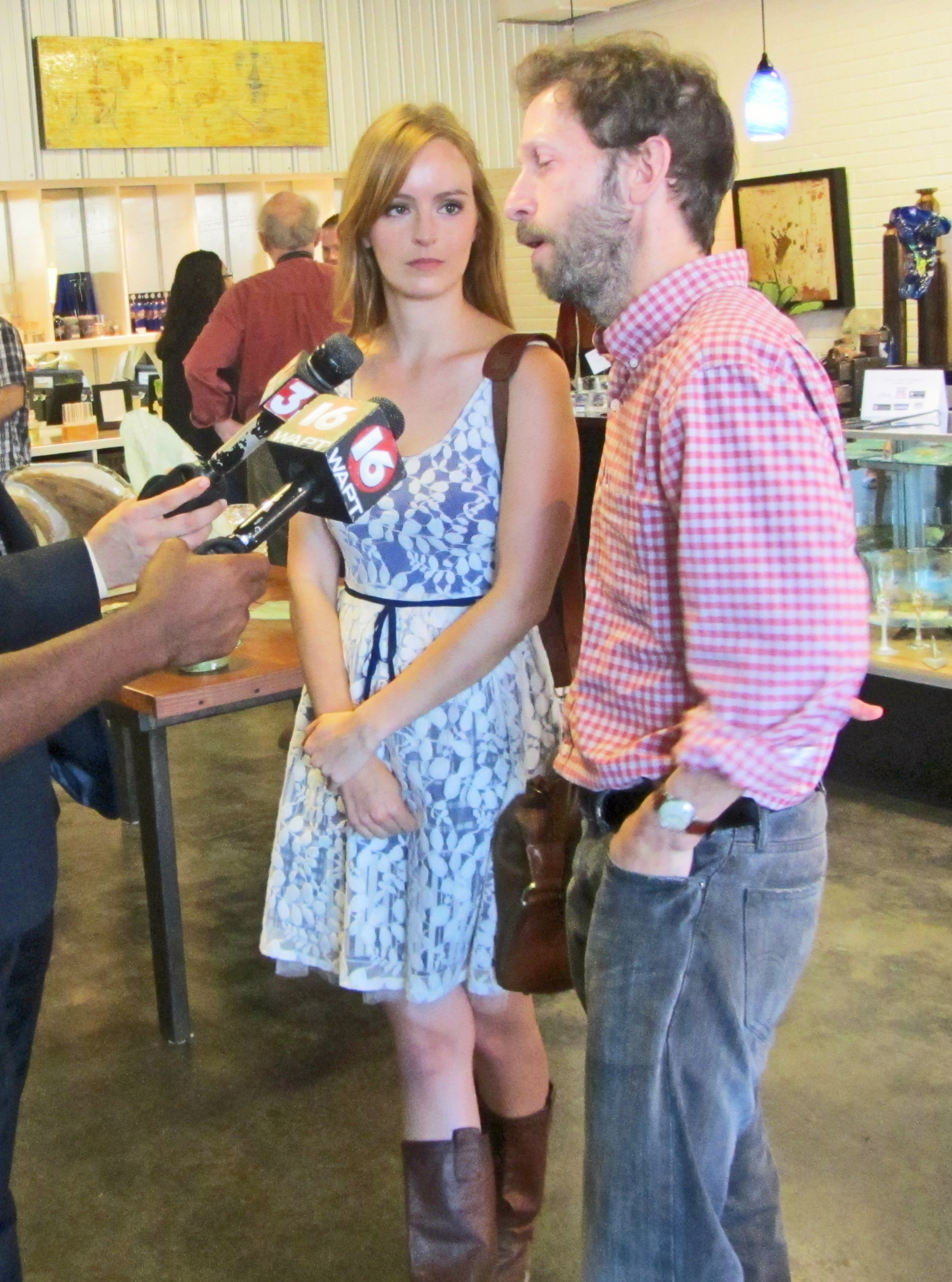
Нельсон с Аной О’Райли в 2012 году.

Дебютная пьеса Нельсона «Глаз бога» была показана в Репертуарном театра Сиэтла в 1992 году. Премьера пьесы «Серая зона» состоялась в «MCC Theater» в 1996 году. В этом же месте была показана его работа «Анадарко» в 1998 году. Он был одним из главных актёров комедийного скетч-шоу «Неестественные», которое показывали на канале «HA!» (позже на «CTV», которое стало «Comedy Central») с 1989 по 1991 годы. Его партёрами по шоу были Пол Залум, Джон Мариано и Шивон Фэллон Хоган.
Нельсон выступал в качестве актёра в кино, на телевидении и в театре. Он сыграл основного персонажа Делмара в фильме «О, где же ты, брат?». По словам режиссёров Джоэла и Итана Коэнов, он был единственным членом команды фильма, который читал «Одиссею» Гомера, на которой вольно основан фильм. Он исполнил песню «In the Jailhouse Now» из саундтрека фильма (который получил премию «Грэмми» в номинации «Альбом года» в 2001 году). Он сыграл Сэмюела Стернса в фильме 2008 года «Невероятный Халк».
Нельсон появлялся на сцене в театрах вне Бродвея в Нью-Йорке, среди которых «Manhattan Theater Club», «Playwrights Horizons», «Manhattan Class Company», «Soho Repertory Theater», «New York Theater Workshop» и «Central Park’s Open Air Theater», где он играл в Шекспировских пьесах «Ричард III», «Троил и Крессида» и «Сон в летнюю ночь». Стал режиссёром киноверсий своих пьес «Серая зона» и «Глаз Бога» (за который он получил номинацию на премию «Независимый дух»), также режиссёром фильмов, снятых по оригинальным сценариям: «Канзас» (1998) и «Травка» (2009). Он снял фильм «О», основанный на пьесе «Отелло», и его действие разворачивается в школе современного мира.
За «Глаз Бога» получил бронзовый приз Токио на Международном кинофестивале в Токио (1997) и американскую независимую премию на Международном кинофестивале в Сиэтле (1997). За «О» он получил премию за лучшую режиссуру на Международном кинофестивале в Сиэтле (2001); за «Серую зону» — премию за свободу выражения мнения от Национального совета по обзору (2002). Он является членом Совета директоров актёрского центра в Нью-Йорке.
В качестве приглашённой звезды появился в сериале «C.S.I.: Место преступления», в эпизоде десятого сезона «Working Stiffs». В эпизоде «My Brother’s Bomber» сериала PBS «На передовой», он рассказал о потере своего друга Дэвида Дорнстейна во время взрыва рейса Pan Am Flight 103 в 1988 году над Локерби, Шотландия.

## Личная жизнь
Нельсон проживает в Нью-Йорке вместе со своей женой, Лизой Бенавидес, и их тремя сыновьями.

## Избранная фильмография
| Год       |    | Русское название                                         | Оригинальное название                       | Роль                          |
| --------- | -- | -------------------------------------------------------- | ------------------------------------------- | ----------------------------- |
| 1992      | ф  | Это моя жизнь                                            | This Is My Life                             | Деннис                        |
| 1995      | ф  | Толстопузы                                               | Heavy Weights                               | Роджер Джонсон                |
| 1996      | с  | Прогулка мертвеца                                        | Dead Man’s Walk                             | Джонни Картадж                |
| 1996      | ф  | Квартирка Джо                                            | Joe’s Apartment                             | таракан                       |
| 1997      | ф  | Донни Браско                                             | Donnie Brasco                               | техник ФБР                    |
| 1998      | ф  | Тонкая красная линия                                     | The Thin Red Line                           | рядовой Тиллс                 |
| 2000      | ф  | О, где же ты, брат?                                      | O Brother, Where Art Thou?                  | Делмар О’Доннелл              |
| 2002      | ф  | Хорошая девочка                                          | The Good Girl                               | Бубба                         |
| 2002      | ф  | Виртуальное шоу                                          | Cherish                                     | Дейли                         |
| 2002      | ф  | Особое мнение                                            | Minority Report                             | Гидеон                        |
| 2003      | ф  | Клад                                                     | Holes                                       | доктор Пендански              |
| 2003      | ф  | Уондерленд                                               | Wonderland                                  | Билли Деверелл                |
| 2004      | ф  | Скуби-Ду 2: Монстры на свободе                           | Scooby-Doo 2: Monsters Unleashed            | доктор Джонатан Джакобо       |
| 2004      | ф  | Последний кадр                                           | The Last Shot                               | Маршал Пэрис                  |
| 2004      | ф  | Знакомство с Факерами                                    | Meet the Fockers                            | офицер Верн Лефлёр            |
| 2005      | ф  | Большая белая обуза                                      | The Big White                               | Гэри                          |
| 2005      | ф  | Сириана                                                  | Syriana                                     | Дэнни Далтон                  |
| 2006      | ф  | Премия Дарвина                                           | The Darwin Awards                           | преступник                    |
| 2006      | ф  | Приходи пораньше                                         | Come Early Morning                          | дядя Тим                      |
| 2006      | ф  | Зомби по имени Фидо                                      | Fido                                        | мистер Теополис               |
| 2008      | ф  | Невероятный Халк                                         | The Incredible Hulk                         | Сэмюэл Стернс                 |
| 2008      | ки | —                                                        | The Incredible Hulk                         | Сэмюэл Стернс                 |
| 2009      | ф  | Святой Джон из Лас-Вегаса                                | Saint John of Las Vegas                     | голый активист Нед            |
| 2009      | ф  | Травка                                                   | Leaves of Grass                             | Рик Болджер                   |
| 2009      | с  | C.S.I.: Место преступления                               | CSI: Crime Scene Investigation              | Поли Крилл                    |
| 2011      | ф  | Липучка                                                  | Flypaper                                    | Арахис                        |
| 2011      | ф  | Учитель на замену                                        | Detachment                                  | мистер Уайатт                 |
| 2011      | с  | Американская семейка                                     | Modern Family                               | Хэнк                          |
| 2011      | ф  | Большой год                                              | The Big Year                                | Фил                           |
| 2012      | ф  | Все любят китов                                          | Big Miracle                                 | Пэт Лафайетт                  |
| 2012      | ф  | Линкольн                                                 | Lincoln                                     | Ричард Шелл                   |
| 2013      | ф  | Когда я умирала                                          | As I Lay Dying                              | Анс Бандрен                   |
| 2013      | ф  | Дитя божье                                               | Child of God                                | шериф Фейт                    |
| 2014      | с  | Клондайк                                                 | Klondike                                    | Джо Микер                     |
| 2014      | ф  | Местный                                                  | The Homesman                                | перевозчик грузов             |
| 2014      | ф  | Шум и ярость                                             | The Sound and the Fury                      | Джейсон Компсон III           |
| 2014      | ф  | Убить гонца                                              | Kill the Messenger                          | Алан Фенстер                  |
| 2015      | ф  | Фантастическая четвёрка                                  | Fantastic Four                              | доктор Харви Аллен            |
| 2015—2019 | с  | Несгибаемая Кимми Шмидт                                  | Unbreakable Kimmy Schmidt                   | Рэнди                         |
| 2016      | ф  | Моя девушка — монстр                                     | Colossal                                    | Гарт                          |
| 2016      | ф  | Долгая прогулка Билли Линна в перерыве футбольного матча | Billy Lynn’s Long Halftime Walk             | Уэйн                          |
| 2017      | ф  | Исчезновение Сидни Холла                                 | The Vanishing of Sidney Hall                | Джохан                        |
| 2017      | с  | Уормвуд                                                  | Wormwood                                    | Сидни Готлиб                  |
| 2018      | ф  | Баллада Бастера Скраггса                                 | The Ballad of Buster Scruggs                | Бастер Скраггс                |
| 2019      | ф  | Отчёт о пытках                                           | The Report                                  | Рэймонд Нейтан                |
| 2019      | ф  | Отпетые мошенницы                                        | The Hustle                                  | Портной                       |
| 2019      | ф  | Падение Ангела                                           | Angel Has Fallen                            | вице-президент Мартин Керби   |
| 2019      | ф  | Просто помиловать                                        | Just Mercy                                  | Ральф Майерс                  |
| 2019      | ф  | Дальше некуда                                            | The Jesus Rolls                             | доктор                        |
| 2019      | с  | Хранители                                                | Watchmen                                    | Уэйд Тиллман / Зеркало        |
| 2020      | мс | Семейка Грин в городе                                    | Big City Greens                             | дедушка Грин                  |
| 2021      | ф  | Старый Генри                                             | Old Henry                                   | Генри                         |
| 2021      | ф  | Аллея кошмаров                                           | Nightmare Alley                             | босс Карни                    |
| 2021      | ф  | Национальные чемпионы                                    | National Champions                          | Роджер                        |
| 2022      | с  | Джордж и Тэмми                                           | George & Tammy                              | Рой Экафф                     |
| 2022      | с  | Кабинет редкостей Гильермо дель Торо                     | Guillermo del Toro’s Cabinet of Curiosities | Ник                           |
| 2023      | ф  | Без ответа                                               | Ghosted                                     | Борислов                      |
| 2023      | с  | Покерфейс                                                | Poker Face                                  | Кейт Оунс                     |
| 2024      | ф  | Каменщик                                                 | The Bricklayer                              | О'Мэлли                       |
| 2024      | ф  | Бэнг Бэнг                                                | Bang Bang                                   | Бернард "Бэнг Бэнг" Розинский |
| 2024      | ф  | Ненасытные люди                                          | Greedy People                               | Уоллес Четло                  |
| 2025      | ф  | Капитан Америка: Новый мир                               | Captain America: Brave New World            | Сэмюэл Стернс / Лидер         |
|           | ф  | Долгий дом                                               | The Long Home                               | Томас Хавингтон               |